# 海象級潛艇 (1913年)
海象級潛艇（Morzh-class submarines）是在第一次世界大戰開始前不久為俄羅斯帝國海軍的黑海艦隊建造的一類潛艇。

## 背景
該級潛艇最初屬於1909年海軍總參謀部所擬定的宏偉海軍建設計畫的一部分，這個計劃包括了為黑海艦隊建造六艘潛艇等內容，但採購遭到大幅削減和延遲。到了1910年，俄羅斯國家杜馬同意執行一部分的計畫來加強黑海艦隊，當中就包含了建造六艘潛艇，總共訂購了三艘獨角鯨級潛艇和三艘全新設計的海象級潛艇。獨角鯨級潛艇是霍蘭的通用動力電船公司為俄羅斯設計的一種潛艇。

## 設計
海象級潛艇是根據鯊魚號潛艇來設計，鯊魚號潛艇被認為是俄羅斯迄今為止所設計的潛艇中最成功的一艘。新级别的潛艇設計是1910年在伊凡·巴布諾夫（Ivan Bubnov）領導下於波羅的海造船廠進行，1911年5月30日獲得認可，並於1911年6月25日在尼古拉耶夫造船廠開始建造。設計者的主要目標是實現高度的機動性和穩定性。然而，設計卻在某些方面引起了爭議，尤其是內部缺乏防水隔艙。這個問題在俄羅斯的潛艇工程師和潛艇官兵之間引起了激烈的爭論；工程師們認為，增加水密艙壁將大大提高潛艇的生存能力，而潛艇人員則認為，水密艙壁會使潛艇指揮官失去對船員的控制。最終，水密艙壁因經費緊張而取消。
海象號潛艇在當時裝備精良，有一門甲板炮、四具內部魚雷發射管和八具外置的傑維茨基魚雷發射系統（Drzewiecki drop collar）。不過這些潛艇也有許多缺點，像是只有單殼，沒有水密艙壁，壓載艙排氣不暢導致下潛時間慢（需花費3分鐘半），下潛深度只有46公尺。還有另外一個問題是，從德國訂購的兩台1,140 hp（850 kW）的柴油引擎到戰爭爆發時都還沒有交付，不得不拿阿穆爾河炮艇上功率嚴重不足的引擎代替，而這種引擎每台僅能提供250匹馬力（190千瓦特）的動力，這意味著無法達到所設計的16-節（30-每小時；18-英里每小時）水面航速。由於船體形狀設計不合理，更像是水面艦艇而非潛艇，因此也無法達到設計的12-節（22-每小時；14-英里每小時）水下航速。在數量更多的雪豹級潛艇上也出現了許多一樣的問題，雪豹級潛艇的設計即源自海象級潛艇。

## 潛艇
| 潛艇名稱                   | 開始建造      | 下水          | 結局 |
| -------------------------- | ------------- | ------------- | --- |
| 海象號（Morzh，Морж）      | 1911年6月25日 | 1913年9月28日 | 1917年5月在黑海觸雷沉沒                                                                                        |
| 環斑海豹號（Nerpa，Нерпа） | 1911年6月25日 | 1913年9月28日 | 1922年重新服役於蘇聯海軍，命名為「政治委員號」 （Politruk） 。1930年退役，1931年報廢。                         |
| 海豹號（Tyulen，Тюлень）   | 1911年6月25日 | 1913年11月1日 | 1918 年被德國人俘獲，1919年移交給白俄。1920年隨弗蘭格爾艦隊逃往比塞大，在那裡被拘留。 1924年出售，1930年報廢。 |

## 歷史
這些潛艇於1913年9月至11月間下水，1914年12月至1915年3月間被轉移到塞瓦斯托波爾的海軍基地。1915年3月，該船級中最大的一艘「環斑海豹號」率先投入戰鬥，海象號和海豹號稍晚也於同一個月份加入戰鬥。這三艘潛艇主要在博斯普魯斯海峽附近作戰，對抗德國和鄂圖曼帝國的海軍部隊，還重點攻擊了許多土耳其貨輪航線的交通樞紐。
三艘潛艇在黑海發生了一場慘烈的戰爭，共擊沉了16艘商船。1915年11月，海象號險些以兩枚魚雷擊中土耳其的旗艦格本號大巡洋艦，但在1916年5月遭土耳其空襲受損。在1917年5月第24次巡邏時因觸雷而沉沒，2002年發現的沉船殘骸證實了這一點。環斑海豹號經過24次巡邏後，1917年在尼古拉耶夫整修，但由於關鍵零件短缺而不得不閒置，未能重新參戰。這三艘潛艇中最成功的是海豹號，該潛艇多次成功襲擊敵軍，戰果包括在1916年10月捕獲武装商船「羅多斯托號」（Rodosto）。
海豹號與環斑海豹號皆在戰爭中倖存下來，但命運卻截然不同。海豹號於1918年5月在塞瓦斯托波爾被德軍俘獲，並於1918年11月轉交給英國。隨後被轉交給彼得·尼古拉耶維奇·弗蘭格爾將軍指揮下的白軍，他們是俄國內戰期間布爾什維克的反對派。隨著布爾什維克的進攻，這艘潛艇於1920年逃往法屬突尼西亞的比塞大，並在那裡被扣押。1924年被出售，1930年拆解報廢。
環斑海豹號一直留在尼古拉耶夫的造船廠中，直到1922年6月3日才重新服役於蘇聯海軍，並重新命名為「政治委員號」 （Politruk），1923年被命名為11號。該潛艇於1930年12月3日退役，並於1931年2月被出售報廢。

## 引文
1. 1 2  Friedman & Noot 1991，第28–29頁.
2. 1 2  Budzbon 1986，第314–315頁.

## 資料來源
- Budzbon, Prezemyslav. Gardiner, Robert , 编. . London: Conway Maritime Press. 1986: 295–321. ISBN 0-85177-245-5.
- Friedman, Norman & Noot, Jurrien. . Annapolis, Maryland: Naval Institute Press. 1991. ISBN 0-87021-570-1.

## 外部連結
- . Soviet-Empire.com.   [31 August 2018]. （原始内容存档于2021-07-11）.